# Kearney (Nebraska)
Kearney – miasto w Stanach Zjednoczonych, w stanie Nebraska, siedziba administracyjna hrabstwa Buffalo.